# 謎の村雨くん
『謎の村雨くん』（なぞのむらさめくん）は、いとうみきおによる日本の漫画作品。『週刊少年ジャンプ』（集英社）2006年20号から43号に連載された異色スパイアクション漫画。全22話。タイトルの由来は『謎の村雨城』と思われていたが、ムラサキスポーツが元ネタにあることが単行本2巻にて判明。『週刊少年ジャンプ』2005年52号にプロトタイプとして同名の読切作品が掲載された。

## あらすじ
桜坂高校2年A組出席番号25番、中肉中背、どこにでもいる平凡な高校生村雨クナイ。ただ一つみんなと違うのは、彼が公儀隠密の時代から国防を担う諜報一族に生まれ育った忍者の末裔であり、修行中のスパイの卵だということである。彼の正体が周囲にばれる事は、日本の秘密諜報部員である父親の正体もばれるという事。それすなわち、国防の危機と自身の抹殺をも意味する!?
そのため普段は普通の高校生として平穏な日常を送っているクナイだが、そのお人好しな性格のためか、今日もこっそり、トラブル解決…? スパイの奥義が炸裂する。

## 登場人物

### メインキャラ
村雨クナイ（むらさめ クナイ）
主人公。どこにでもいる普通（というより地味）な少年。だが正体は忍者の家系に生まれたスパイの卵。マフラーとメガネが特徴。バームクーヘンが好きで、薄皮を一枚一枚剥いで食べる。
父親から忍者教育を受けているため超人的な身体的技術を持つが、普段はそれを隠し平凡な日常生活を送っている。父親の（半ば理不尽な）試練に受難しながらも、なんなくこなし乗り越える。スパイアクション時は眼鏡が吹っ飛ぶことが多い。
天守閣のルーキー達からは（局長の息子であることから）「ジュニア」と呼ばれている。
名前の由来は『ムラサキスポーツ + 忍者』からの連想（原案が体育会系部活ものであった名残。単行本おまけページではバドミントンやサッカーのユニフォームを着た姿も見せている）。
花形楓（はながた かえで）
桜坂高校3年生で、校内一のモテ男。だが、その正体は村雨家の分家忍者。
村雨の後継者であるクナイの監視役兼失敗のフォロー役として育てられた事からクナイに対してライバル心を抱いているが、フォロー役という自分に与えられた使命のためか、なんだかんだでクナイの協力者役に回る事が多い。フェミニストであるが、クナイと違い任務のためなら冷酷にもなる。顔を殴られるのは嫌らしい。
青葉みちる（あおば みちる）
本作のヒロインで、クナイより1学年上の、桜坂高校3年生。
クナイの正体には気づいていないものの、10年来の幼なじみの縁と勘から、クナイの悩み・異変には敏感。常にトラブルに巻き込まれるという稀有な体質（天然トラブルメーカー体質）であるが、本人はそれを自覚していない（クナイが可能な限りトラブルを処理しているから）。

### 天守閣
天守閣は日本の国防を担う秘密諜報組織。
村雨鉄夫（むらさめ てつお）
クナイの父で、感動屋で過激で七三分けのヒゲダンディー、「天守閣」の局長。江戸の公儀隠密の時代から国防を担ってきた忍者家系・村雨家を継ぐべき息子クナイに（半ば理不尽な）試練を課しつつも、その成長を見守っては感涙する、自他共に認める「ド級の親バカ」。
仕事は日本を守る秘密諜報部員。表向きの顔は貿易会社の海外統括部長。愛器はデザートイーグル（愛称「ボナンザ」）と日本刀（愛称があるのかは不明）。口癖は「ジェノサーイド!!!（本来は「大量殺戮」を意味する英単語であるが、鉄夫は「抹殺」という意味合いで使用している。なお、読切版で最初にこの単語を使った際は、本来の意味どおりの文脈で用いていた）」。
鈴木学（すずき まなぶ）
クナイのクラスに赴任した臨時教師。童顔。プライベートな質問にはノーコメント。担当は英語。言糸(こといと 詳細は後述)合わせによる会話を聞きとり再現することができるなど、言動に謎が多かった。また、舌が異様に長く、お菓子のペロペロキャンディをなめていることが多かった。
後述「Q」とは同一人物（しかし、ツバキ、バルト、イチロウらはそれを知らなかった）。ペロペロキャンディを舐めることで本人の意思に関係なく「鈴木学」になり、煙草を吸うことで「Q」になる。この能力を骨格変装という。
クナイへの任務終了後は教師を辞めていった。
Q（キュー）
ツバキ、バルト、イチロウの上官。スーツに身を固めた強面の厳つい男。代打教師「鈴木学」として桜坂高校に潜入し、クナイ達を観察していた。武器は『ブレイド』と呼ばれる豪腕の左手。その左手はコンクリートでできた柱を貫通したり、硬いもので叩かれると金属音がするほど強固なもの。
「鈴木学」が本来の人格であり、「Q」は彼がスパイとして非情に徹するため作り上げた姿。骨格変装によって実力・人格が変わるため、鈴木学の時より「Q」の時の方が戦闘能力が高く、若干凶暴な性格になる。
ツバキ
身長162cm / 体重48kg、天守閣のルーキー3人の中ではリーダー格。ロングヘアーの女性。左頬に傷。仲間がモメたり言うことを聞かなかったりすると、自分の舌を噛み切ろうとする寂しがり屋。武器は狙撃銃。男所帯のスパイ社会に居ることからか、恋愛対象としての男に免疫が無い。そのため楓の口説き混じりの軽口にあっさり翻弄されていた一面もある。
バルト
逆立てた黒髪の男性。相手が一般人でも容赦しない感情的な性格。武器はメリケンサック。愛用のメリケンサックには星模様がついており、それを手につけた状態でものを殴ると相手に星模様の跡が写る。そのため敵などを殴る際「星○個」と言う。クナイに襲い掛かったが、高校生相手に自分が負けるはずが無いという油断をつかれ、催眠ガスを使って眠らされる。
イチロウ
慎重派。それ故にバルトとよく口論する。武器はナイフ。バルトと同じく、高校生であるクナイに油断していた所をつかれて催眠ガスで眠らされた。
サリエリ
「天守閣」の外科医。「死人すら治す」と謳われる凄腕の秀才。名前の由来は、映画『アマデウス』で描かれた作曲家アントニオ・サリエリの思想に通ずる言動が見受けられる。

### クナイの任務関係者と刺客
白海サチ子（しらうみ サチこ）
桜坂高校に転校してきた、お金持ちのお嬢様。使用している名字は七波（ななみ）。クナイの初任務として護衛を任せている。屋上でタバコを吸おうとし、クナイをパシリ扱いしたあたり、グレている面がある。しかし、実際には人々を自身の事情による事件に巻き込ませないため、そして優秀な科学者であり唯一の肉親である兄とは会えない寂しさを隠すために感情を押し殺し、兄以外の周囲に対して冷淡な態度を取り、高飛車で冷めている性格を演じているだけだった。名前のニュアンスから、緑川ルリ子が基になっている。
読切作品『秘密兵器ハットリ』に登場したメインキャラ「美波(みなみ)サチ子」のリボーンキャラクター。
チャズ・パルミンテ
レンジャー試験を受け数多の戦場を渡り歩く傭兵。Qから受けた傷が額にある。階級は少佐。「世界を動かす500グラム」の技術を狙う小国の王子に雇われ、白海サチ子の誘拐を実行。

### 桜坂高校の生徒たち
木下大和（きのした やまと）
クナイの同級生。お調子者。合コン好きで、クナイの事をちょくちょく面子に誘っている。将来の夢はハリウッドスター。そのため演劇部所属であり、凶悪犯が相手でも演技力とハッタリで渡り合おうとする無鉄砲さと度胸の持ち主。立派なトラブルメーカーだが、根は悪くない性格。
壬生怜緒（みぶ れお）
桜坂高校ではクナイの先輩にあたる剣道部主将。勝気で好戦的な性格。2年連続全国大会優勝を受賞しており、バナナ（好物）を剣代わりにすることもできる程の達人。その非凡な才能ゆえに、自分にかなう強い者との戦いを常に求めている。ある事件をきっかけにクナイの実力と正体に気付くが、楓によりその記憶は抹消された。
上原夏緒（うえはら なつお）
クナイのクラスの学級委員。活発な女子学生。空手有段者（男子どもをボコボコにするほどの腕前）。「アンコ姫」の異名を持つほどの和スイーツマニア（3巻の人物紹介によると、どうやら洋菓子は認めていない様子）。サチ子と対等に接しようとするが、ことごとく突き放されてしまい、サチ子がらみの事件に巻き込まれ負傷。事件終了後はサチ子と和解した。

## 武器

### クナイの武器
500円玉
手裏剣代わりに使用。
ドラゴンスレイヤー
クナイの使用しているくない。この仰々しい名前は、自分の武器に愛称を付けるのが流行っているものと思いこんだクナイにより付けられた。しかし、「Q」によって砕かれることとなる。
ドラゴンスレイヤーII
「Q」に砕かれた後の新しいくない。
超高性能万能マフラー
クナイのトレードマークのマフラー。弾丸すら通さない現代の高性能繊維技術と村雨家に伝わる忍者式編み上げ技術の集大成。
スパイダーネット
マフラーを最大限に広げることで使用可能。蜘蛛の巣のようになる。

### 楓の武器
楓流恋文手裏剣
楓愛用の、恋文（ラブレター）の型に偽装した手裏剣。一見紙のようだが鉄板のように硬い。

## 用語
記憶の抹殺（ジェノサーイド）
頭部にクリーンヒット級の強いショックを与えるとそれ以前の短期間（1日前後）の記憶が無くなる事を利用したもので、相手を殴ることで目撃記憶ごとすっ飛ばす技。あくまで緊急時に短期記憶を消すための技であり、長期記憶を消す場合には他の方法があるらしい。
忍者言語「言糸合わせ」（こといとあわせ）
忍者同士の会話で使用される、通常の7倍速での会話術。あまりの速さに、一般人にはビデオを早回しにしたような高音（きゅるきゅる音）が周囲に響いている様にしか認識できない。
鷹の子
幼少の頃よりスパイの英才教育を受けている子供。次世代を担うスパイの卵であり、敵対組織にすれば脅威となる存在。
鷹狩り
次世代を担うスパイの卵である鷹の子を、芽が出る前に潰すという名目のもと、謎の組織により行われた一連の任務。「Q」が上官・下にリーダーのツバキ、バルト、イチロウが続き、命令を遂行した。実際は天守閣が新人スパイ達の訓練を兼ね、クナイに与えた試練だった。
ワンメートル射撃術・エリアゼロ
鈴木学が使用。不得手な射撃の腕を補うため、近接格闘と射撃を組み合わせることで命中率を向上させている。その間合いは変幻自在。
映画『リベリオン』に登場した武術「ガン=カタ」に酷似している。
ゴールデンボーイ
日本を守ってきた伝説のスパイにつけられた異名。その正体はクナイの父、村雨鉄夫である。
竜宮城
スパイ組織天守閣の総本部。水中にあり、水族館のように大きく取られた窓から巨大な魚の姿を見ることができる。
世界を動かす500g
白海サチ子の兄が行っている国の未来を左右する研究。早期に作品が終了したため詳細不明のままとなった。

## 単行本
- いとうみきお『謎の村雨くん』集英社〈ジャンプコミックス〉全3巻
  1. 「絶対に秘密」2006年11月2日発売、ISBN 978-4-08-874279-3
  2. 「桜坂城攻防戦」2007年2月2日発売、ISBN 978-4-08-874323-3
  3. 「スパイですから」2007年4月4日発売、ISBN 978-4-08-874346-2
    - 読切版併録。